# Quận Manitowoc, Wisconsin
Quận Manitowok một quận thuộc tiểu bang Wisconsin, Hoa Kỳ. Quận lỵ đóng ở Manitowoc6. Theo điều tra dân số năm 2000 của Cục điều tra dân số Hoa Kỳ năm 2000, quận có dân số 82.887 người.

## Địa lý
Theo Cục điều tra dân số Hoa Kỳ, quận có diện tích 3869 km2, trong đó có 2337 km2 là diện tích mặt nước.

### Xa lộ
- Interstate 43
- U.S. Highway 10
- U.S. Highway 151
- Highway 32 (Wisconsin)
- Highway 42 (Wisconsin)

| - Highway 57 (Wisconsin) - Highway 67 (Wisconsin) - Highway 147 (Wisconsin) - Highway 310 (Wisconsin) |

## Thông tin nhân khẩu

Tháp tuổi dân cư quận Manitowoc năm 2000.

Theo điều tra dân số 2 năm 2000, đã có 82.887 người, 32.721 hộ gia đình, và 22.348 gia đình sống trong quận hạt. Mật độ dân số là 140 người trên một dặm vuông (54/km ²). Có 34.651 đơn vị nhà ở mật độ trung bình của 59 trên một dặm vuông (23/km ²). Cơ cấu chủng tộc của dân cư quận đã gồm 95,90% người da trắng, 0,30% da đen hay Mỹ gốc Phi, 0,43% người Mỹ bản xứ, 1,98% châu Á, Thái Bình Dương 0,04%, 0,60% từ các chủng tộc khác, và 0,76% từ hai hoặc nhiều chủng tộc. 1,62% dân số là người Hispanic hay Latino thuộc một chủng tộc nào. 53,7% là gốc Đức, gốc Ba Lan 7,3%, 5,3% và 5,0% gốc Séc tổ tiên của Mỹ theo điều tra dân số năm 2000. 95,2% nói tiếng Anh, tiếng Tây Ban Nha 1,8%, 1,3% và 1,1% Hmong tiếng Đức là ngôn ngữ đầu tiên của họ.
Có 32.721 hộ, trong đó 31,50% có trẻ em dưới 18 tuổi sống chung với họ, 57,10% là đôi vợ chồng sống với nhau, 7,50% có một chủ hộ nữ và không có chồng, và 31,70% là các gia đình không. 26,80% hộ gia đình đã được tạo ra từ các cá nhân và 12,10% có người sống một mình 65 tuổi hoặc lớn tuổi hơn là người. Cỡ hộ trung bình là 2,49 và cỡ gia đình trung bình là 3,04.
Trong quận, độ tuổi dân cư bao gồm 25,50% dưới độ tuổi 18, 7,60% 18-24, 28,20% 25-44, 23,00% từ 45 đến 64, và 15,70% từ 65 tuổi trở lên đã được những người. Độ tuổi trung bình là 38 năm. Đối với mỗi 100 nữ có 98,20 nam giới. Đối với mỗi 100 nữ 18 tuổi trở lên, đã có 96,10 nam giới.